# Mastigopelma
Mastigopelma là một chi rêu trong họ Lepidoziaceae.